# Бергер, Андрей Борисович
Андре́й Бе́ргер (полное имя Андрей Борисович Бергер; 25.01.1986, Барнаул, Алтайский край, СССР) — российский медиа-художник.

## Биография
Родился 25 января 1986 года в городе Барнаул, Алтайский край. Живёт и работает в Москве. Учился в Алтайском государственном техническом университете по специализации «Дизайн архитектурной среды». Изучает элементы городской системы: социальный, культурный, ландшафтный, логистический и др. Наблюдая за взаимодействием этих элементов, фиксирует развитие города и особенности интеграции человеческой деятельности в него.
Основатель стрит-арт платформы FGA, где курирует молодых российских стрит-арт художников. Участник выставок в США, Германии и Дании, организатор стрит-арт проектов и фестивалей. Куратор проектов посвящённых разным проявлениям уличного искусства. Постоянный участник и автор лекций и дискуссий по проблематике и развитию стрит-арта и NFT.
Совместно с коллекционером уличного искусства, куратором Романом Жавнером основал проект Urban Files. Urban Files — первая NFT-коллекция в мире, посвящённая уличному искусству. Проект Urban Files позволяет купить граффити или мурал в том виде, в каком он был создан художником на стенах в городском пространстве. Urban Files — это не просто первая попытка архивация мирового уличного искусства в формате NFT, а бессмертие, возможное благодаря блокчейн-технологиям. Проект создаётся и курируется совместными усилиями российского стрит-арт комьюнити.

## Творчество
Использует как инструменты AR и VR технологии, eye tracker, так и аналоговые медиа.
Пришёл в искусство с опытом архитектора и художника уличной волны. Андрей Бергер исследует урбанистические процессы, развитие уличного искусства и взаимовлияние человека и города. Работает с городом и городским пространством. В настоящее время создаёт скульптуры, инсталляции, занимается исследованиями, связанными с цифровизацией городского пространства. Работает в коллаборации с представителями науки и разработчиками новых технологий.
Как междисциплинарный художник, работающий на стыке искусства, науки и новых технологий в своих работах Андрей Бергер экспериментирует с разными выразительными формами. Экспериментирует в рамках концепции метаверса. Его стиль отличается высокой проработкой деталей на стыке граффити и абстракции. Графика — отправная точка творчества Андрея Бергера, она транслируется во многих форматах и выразительных средствах.

### Избранные творческие проекты
Сотрудничество с Xiaomi
В 2020 году в Москве состоялась выставка в результате коллаборации Андрея Бергера и Mi Note 10. «Художник Андрей Бергер решил ускорить процесс исчезновения уличных картин и создал три визуальных произведения на одной поверхности. Каждая последующая работа перекрывала предыдущую. Этот проект, созданный совместно с Xiaomi, позволил подчеркнуть недолговечность уличного искусства, но при этом показать, что даже когда картину закрашивают, она все равно оставляет след. Смартфон Mi Note 10 позволил автору сохранить все грани задуманного не только в своей памяти».
«В новом проекте я создал метафору этих процессов через создание и уничтожение рисунка в реальном мире, но сохранение и расширение его в цифровом», — рассказал Бергер, добавив, что в рамках проекта была построена новая реальность, в которой объединились уличное искусство и цифровая среда.
Коллаборация с BMW
В 2019 году участвовал в коллаборации Street Art Expedition «Via Layers» для BMW. Экспедиция Expedition via layers была результатом глобальной инициативы BMW Art Journey. Андрей Бергер, фотограф Михаил Бугаенко, оператор и режиссёр Владимир Тимчук и медиа-художник Сергей Лободин совершили поездку из Москвы, в Минск и затем в Лодзь на трёх автомобилях BMW Серии 3.
Целью экспедиции было исследование влияния цифровизации на феномен уличного искусства. Осмысляя роль современных технологий в восприятии стрит-арта, их доступность и интуитивность, художники изучают возможность взаимодействия со зрителем в общественном пространстве и необходимости физического присутствия в нём, неважно — человека или объекта.
Роспись для PUMA
В 2020 году Андрей Бергер создал роспись общественного пространства для PUMA в Москве.
Компания PUMA интегрировалась в городское пространство с полноценным баскетбольным художественным проектом на дизайн-заводе «Флакон». Андрей Бергер бергер совместно с PUMA создал публичное пространство, в котором встретились спорт и стрит-арт. Проект был создан при поддержке Sneakerhead Russia и Streetball Russia. Баскетбольная площадка стала местом притяжения молодой аудитории и попала на онлайн-платформы в рекомендации к посещению туристами.
Бергер: «Новый проект стал сочетанием моей авторской графики и размышлений на тему возможностей сознания и тела. Для меня всегда большую роль играет архитектурная составляющая локации, поэтому в новом проекте я задействовал целиком часть улицы, включая стены и пол, а также „объём воздуха“ между ними. Баскетбольная площадка превратилась в место приобретения нового опыта и единения».
Сотрудничество с Аbsolut
В 2018 году Андрей Бергер выступил в качестве судьи от России на международном конкурсе вместе с|Василием Церетели и Аароном Сезаром, директором-основателем лондонского Delfina Foundation. А также в рамках конкурса создал мурал для бренда Absolut в Москве.
Помимо этого сотрудничал с международными компаниями Adidas, Hugo Boss, Superdry, Swatch и другими.

### Коллаборации
2019
- Street Art Expedition «Via Layers» для BMW, Москва, Россия — Минск, Беларусь — Лодзь, Польша
- Инсталляция для «Рокетбанк», Москва, Россия

2018
- Паблик-Арт для Magnat, Москва, Россия
- Mурал для Absolut, Москва, Россия
- Mурал для Superjob, Москва, Россия
- Mурал для Инновационной платформы «СберТех», Москва, Россия

2016
- Mурал для Heineken Bar, Москва, Россия
- Mурал для Adidas, Москва, Россия

2014
- «Ода городу», Паблик-Арт для Adidas, Москва, Россия

## Выставки
Участвует в выставках и фестивалях в России, Европе, США.

### Персональные выставки и проекты
2020
- On the surface, персональная выставка, Галерея «9Б», Нижний Новгород, Россия

2018
- The Flow, персональная выставка, Галерея «Триумф», Москва, Россия

2017
- Container Yard, мурал, Art District, Лос-Анджелес, США

2017
- Solo show, mural, Pop-up Gallery Rocky Road, Москва, Россия

### Групповые выставки и участие в фестивалях
2020
- Future Lab. Kinetic Art In Russia, Центральный Выставочный зал «Манеж», Санкт-Петербург, Россия
- Фестиваль уличного искусства Carte Blanche, Екатеринбург, Россия
- Фестиваль уличного искусства Samara Ground, Самара, Россия

2019
- «Гравитационный коллапс», Центр Современного искусства «Артсерватория», Хабаровск, Россия
- Фестиваль уличного искусства Carte Blanche, Екатеринбург, Россия
- Международный фестиваль медиаискусства Intervals[9], Нижний Новгород, Россия
- The Base, мурал, Дубай, ОАЭ
- Grain, Арт-объект для некоммерческого культурного центра, Улан-Батор, Монголия
- Cycling circle, мурал, Москва, Россия
- Покрас Лампас и Андрей Бергер раскрасили КЗ «Юпитер»[10], Нижний Новгород, Россия

2018
- Мурал, лекции, Фестиваль DOCA, Институт гуманитарного образования и информационных технологий ИГУМО, Москва, Россия
- Wall Elements, Центральный Манеж, Москва, Россия
- Reset[11], Отель Sheraton, Нижний Новгород, Россия
- Present Perfect Festival, порт Севкабель, Санкт-Петербург, Россия

2017
- Выставка, Beauty Awards 2017, Электротеатр «Станиславский», Москва, Россия
- Рабица+7, поп-ап пространство, Москва, Россия
- Фестиваль уличного искусства «Место», Нижний Новгород, Россия
- Выставка «Праздник к вам приходит», Музей стрит-арта, Санкт-Петербург, Россия
- Mурал «Лиссабон», Учебный Центр моды, Москва, Россия
- Серия муралов формирующих публичное пространство, район Ватутинки, Москва, Россия
- Mурал в коллаборации с Андреем Адно (Adno), Москва, Россия

2016
- Кинетическая скульптура, paint-mapping"Метаформы", Центр современного искусства МАРС, Москва, Россия
- Faces&Laces, Москва, Россия
- Stroke Art Fair, Мюнхен, Германия
- Aarhus Art Convention, Архюс, Дания

2015
- Faces&Laces, Москва, Россия
- Стрит-Арт Фестиваль «Не кантовать», Ижевск, Россия
- Corner Digital Project, Центр современного искусства МАРС, Москва, Россия

2014
- «Урбанизм: город в моём сознании», Музей Москвы, Москва, Россия
- Street-Arch, Государственный музей архитектуры им. А. В. Щусева, Москва, Россия
- Wall Elements, Галерея RuArts, Москва, Россия
- Art Basel, параллельная программа, Майами, США

2013
- Фестиваль Art Weekend, Красноярск, Россия
- Фестиваль LGZ, Москва, Россия
- Faces&Laces, Москва, Россия
- Арт Овраг, Выкса, Россия
- Фестиваль «Другие», Тюмень, Россия

2012
- Фестиваль Like It Art, Казань, Россия
- Street-art show, Галерея «Соль», Барнаул, Россия

2011
- Faces&Laces, Москва, Россия

2010
- Фестиваль «Другие», Тюмень, Россия
- Международная Ночь Музеев, Барнаул, Россия

2009
- Idiot Proof, Галерея под открытым небом, Барнаул, Россия
- Фестиваль современного искусства «Щи», Барнаул, Россия

2008
- Фестиваль Paint Methods, Барнаул, Россия

2007
- Фестиваль Paint Methods, Барнаул, Россия

## Музейные и частные коллекции
- Государственный музей архитектуры им. А. В. Щусева, Москва, Россия
- Фонд RuArts, Москва, Россия
- Фонд ArtMosSphere, Москва, Россия

## Исследовательская деятельность
Андрей Бергер включает в свою исследовательскую практику новые технологии, в частности, айтрекинг и цифровые карты городов. В этом поле работает с представителями учёного сообщества РФ, независимыми исследователями и экспертами. По словам Бергера, он «работает с новыми технологиями и опирается на самые свежие данные исследований в области нейробиологии, урбанистики, смешанной цифровой и физической реальности, машинного обучения и прочих».

## Признание
В сентябре 2021 года проект «Режим Видимости» Андрея Бергера получил приз российской премии в области современного искусства «Инновация» в номинации «Проект года». На выставке был представлен многосоставной проект «Режим Видимости», включающий в себя: кинетический объект — движущуюся трёхмерную модель Китай-города, одного из районов Москвы, электронную начинку, лазерную установку, элементы 3D печати.

## Галерея

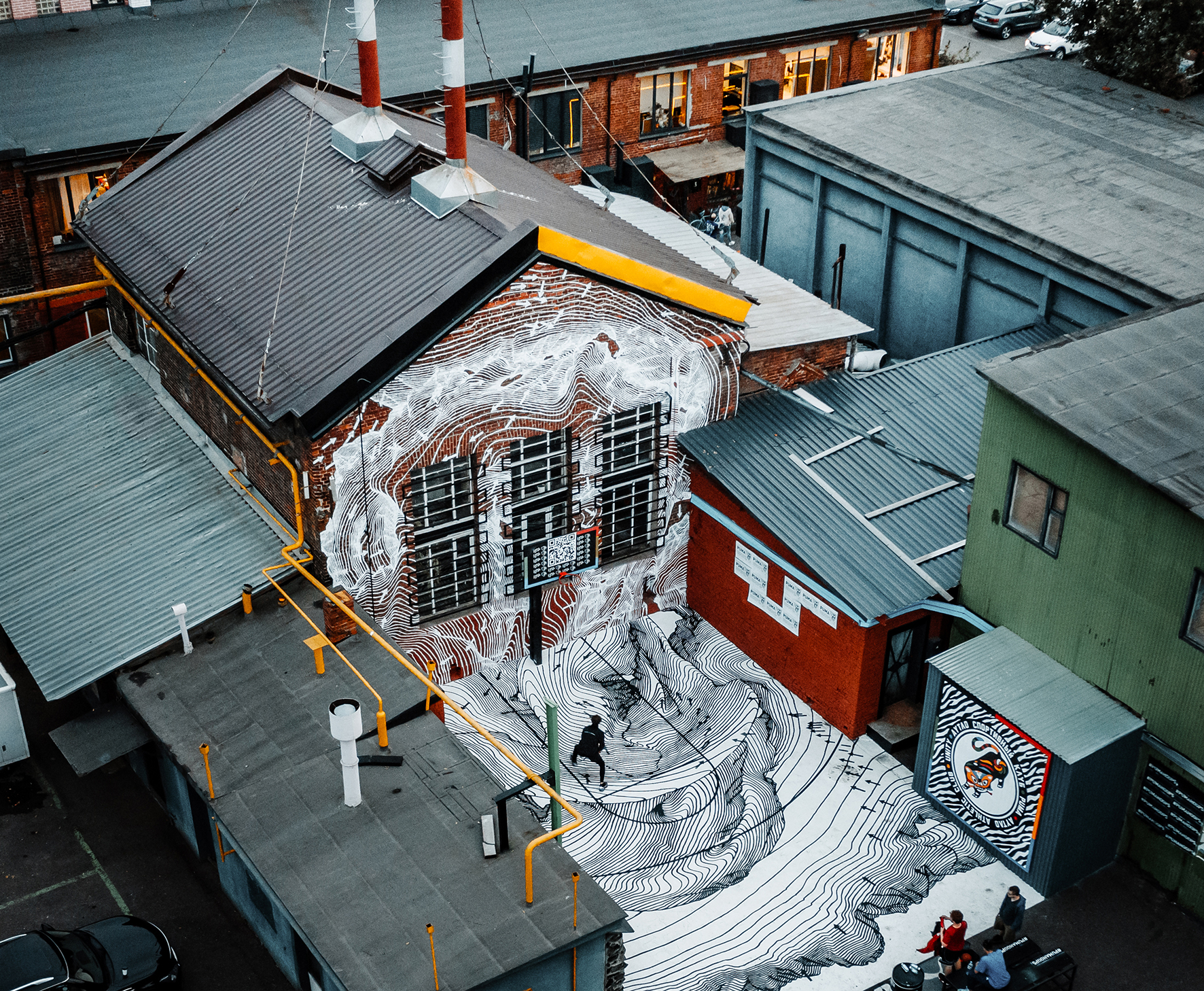
«Тактический шторм». Аэрозольная краска, 165 м². Москва, Россия.2020.
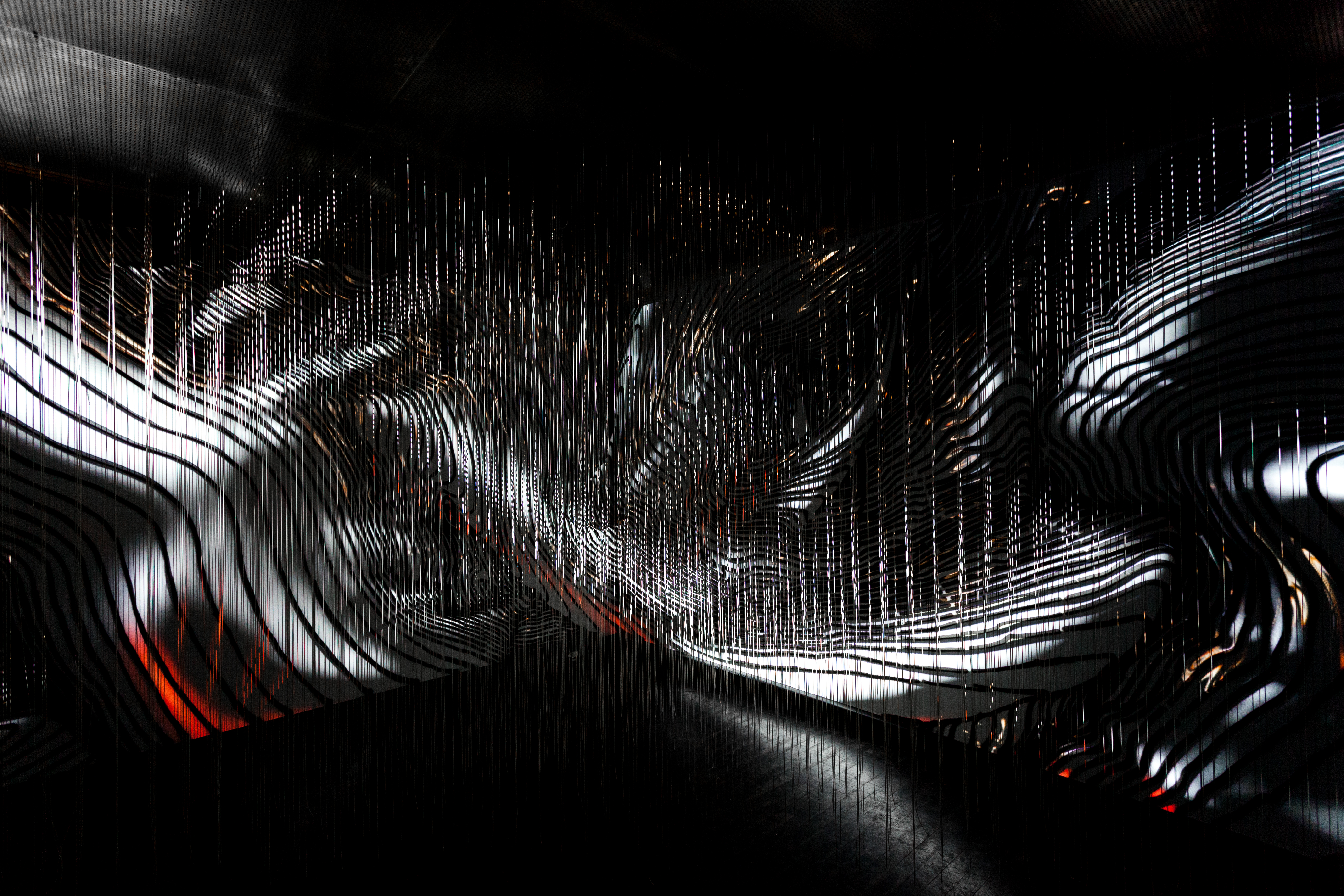
«The Flow». Тотальная инсталляция 45 м² Мурал, Москва, Россия. 2018
Ручная роспись по стеклу чернилами на спиртовой основе, стальной каркас. Инсталляция в сотрудничестве с Nike для ЦУМ Vogue Night Out, 2017, Москва
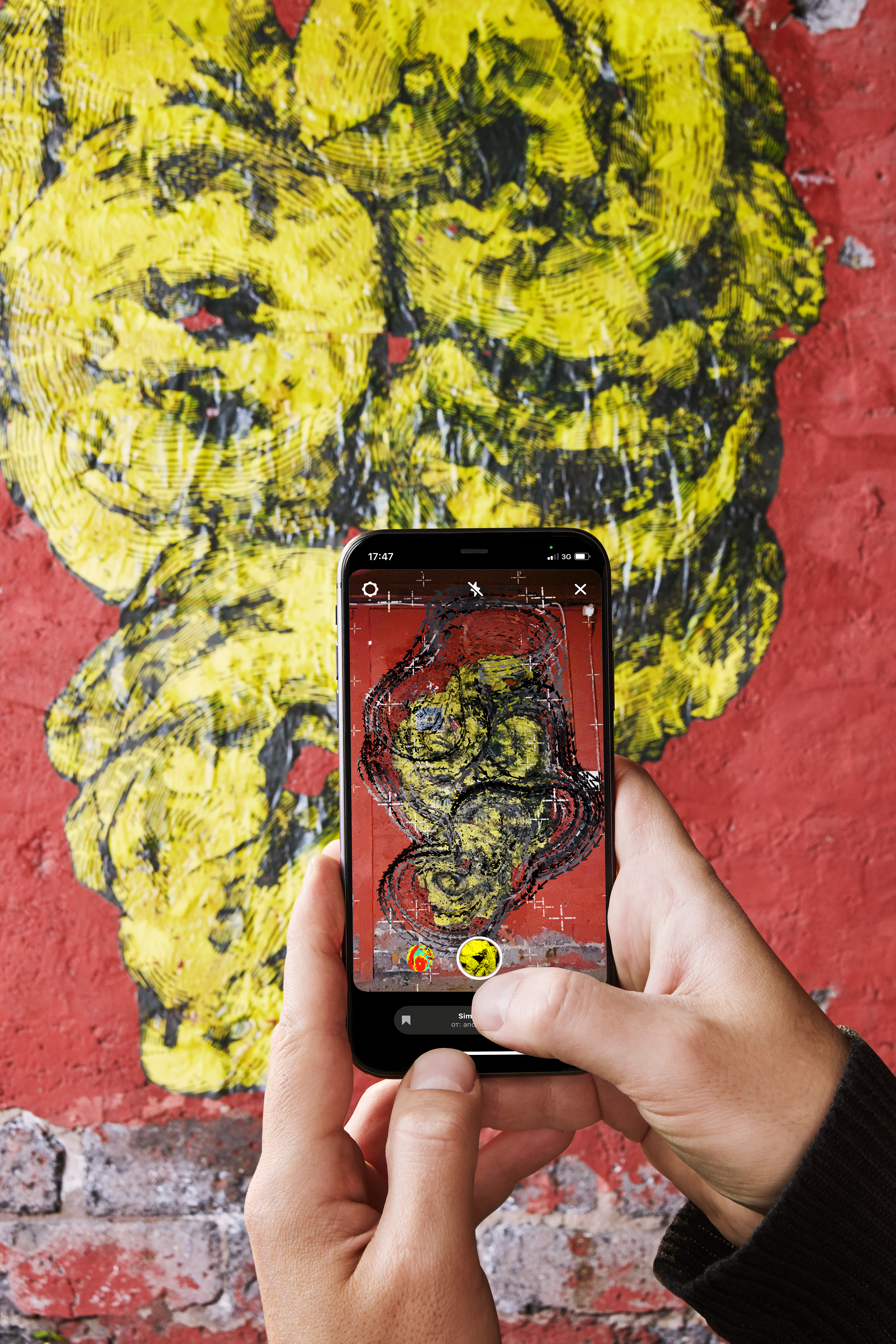
«SIMULACRUM», VR постер, бумага, печать. 2021
Без названия, Андрей Бергер. Фестиваль уличного искусства «Место», Нижний Новгород, Россия, 2017.